# Ana María Erraux
Ana María Erraux (20 de octubre de 1762-Valenciennes, 23 de octubre de 1794) fue una religiosa católica brigidina, mártir durante la Revolución francesa en Valenciennes y venerada como beata en la Iglesia católica.
Erraux ingresó en el monasterio de la Orden del Santísimo Salvador de Santa Brígida en Valenciennes. En 1792 fue expulsada junto a todas las religiosas del monasterio por las leyes de la Revolución Francesa. Vivió oculta en el monasterio de las Ursulinas, al igual que su compañera brigidina María Francisca Lacroix, hasta la llegada de las tropas austriacas en 1793. Por el hecho de que vivieran en una casa de la Compañía de Santa Úrsula, por mucho tiempo, se creyó que también ellas eran ursulinas. En 1794, la ciudad fue nuevamente conquistada por los revolucionarios. Las monjas ursulinas y las dos compañeras brigidinas fueron juzgadas y condenadas a la guillotina.
Las informaciones para el proceso de beatificación de los mártires de Valenciennes fueron recogidas en la diócesis de Cabrai, entre el 15 de noviembre de 1900 y marzo de 1903. El decreto de no culto fue anunciado el 27 de noviembre de 1907 y el decreto de martirio fue firmado el 6 de julio de 1919. El 13 de junio de 1920 fue beatificada por el papa Benedicto XV, en el grupo de mártires de Valenciennes, a la cabeza de la ursulina María Clotilde Ángela de San Francisco de Borgia Paillot. Su fiesta se celebra el 23 de octubre.